# Marija Ulitina
Marija Viktorivna Ulitina (ucraïnès: Марія Вікторівна Улітіна; també transliterat com a Mariya o Maria, nascuda el 5 de novembre de 1991) és una jugadora de bàdminton d'Ucraïna i campiona nacional d'Ucraïna. Va representar Ucraïna als Jocs Olímpics d'estiu de 2016 i va passar a la ronda eliminatòria després de derrotar l'antiga número u mundial Saina Nehwal de l'Índia i Lohaynny Vicente del Brasil a la fase de grups.

## Trajectòria
Individual femení
| Curs | Torneig                   | Oponent            | Puntuació           | Resultat  |
| ---- | ------------------------- | ------------------ | ------------------- | --------- |
| 2010 | Kharkiv Internacional     | Larisa Griga       | 14–21, 21–17, 13–21 | Finalista |
| 2010 | Open d'Eslovac            | Natalya Voytsekh   | 21–8, 21–13         | Guanyador |
| 2012 | Internacional hongaresa   | Olga Golovanova    | 21–11, 17–21, 21–16 | Guanyador |
| 2013 | Internacional d'Eslovènia | Lene Clausen       | 21–11, 21–12        | Guanyador |
| 2014 | Internacional d'Estònia   | Evgenia Kosetskaya | 16–21, 21–23        | Finalista |
| 2014 | Internacional Txeca       | Michelle Li        | 14–21, 17–21        | Finalista |
| 2015 | Obert de Polònia          | Karin Schnaase     | 19–21, 15–21        | Finalista |
| 2015 | Internacional d'Eslovènia | Mia Blichfeldt     | 17–21, 21–17, 21–12 | Guanyador |
| 2015 | Internacional búlgara     | Olga Konon         | 21–19, 16–21, 14–21 | Finalista |
| 2016 | Internacional d'Estònia   | Lianne Tan         | 19–21, 14–21        | Finalista |

Dobles femení
| Curs | Torneig                   | Soci             | Oponent                              | Puntuació    | Resultat  |
| ---- | ------------------------- | ---------------- | ------------------------------------ | ------------ | --------- |
| 2009 | Open d'Eslovac            | Natalya Voytsekh | Maria Lykke Andersen Karina Sørensen | 17–21, 10–21 | Finalista |
| 2010 | Kharkiv Internacional     | Natalya Voytsekh | Anna Kobceva Elena Prus              | 23–21, 21–12 | Guanyador |
| 2010 | Open d'Eslovac            | Natalya Voytsekh | Selena Piek Iris Tabeling            | 10–21, 18–21 | Finalista |
| 2011 | Internacional d'Estònia   | Natalya Voytsekh | Selena Piek Iris Tabeling            | 12–21, 16–21 | Finalista |
| 2011 | Internacional de Lituània | Natalya Voytsekh | Anna Kobceva Elena Prus              | 12–21, 19–21 | Finalista |
| 2017 | Kharkiv Internacional     | Natalya Voytsekh | Johanna Goliszewski Lara Käpplein    | 15–21, 14–21 | Finalista |

     BWF International Challenge
     BWF International Series
     BWF Future Series